# Ashbourne-Porträt

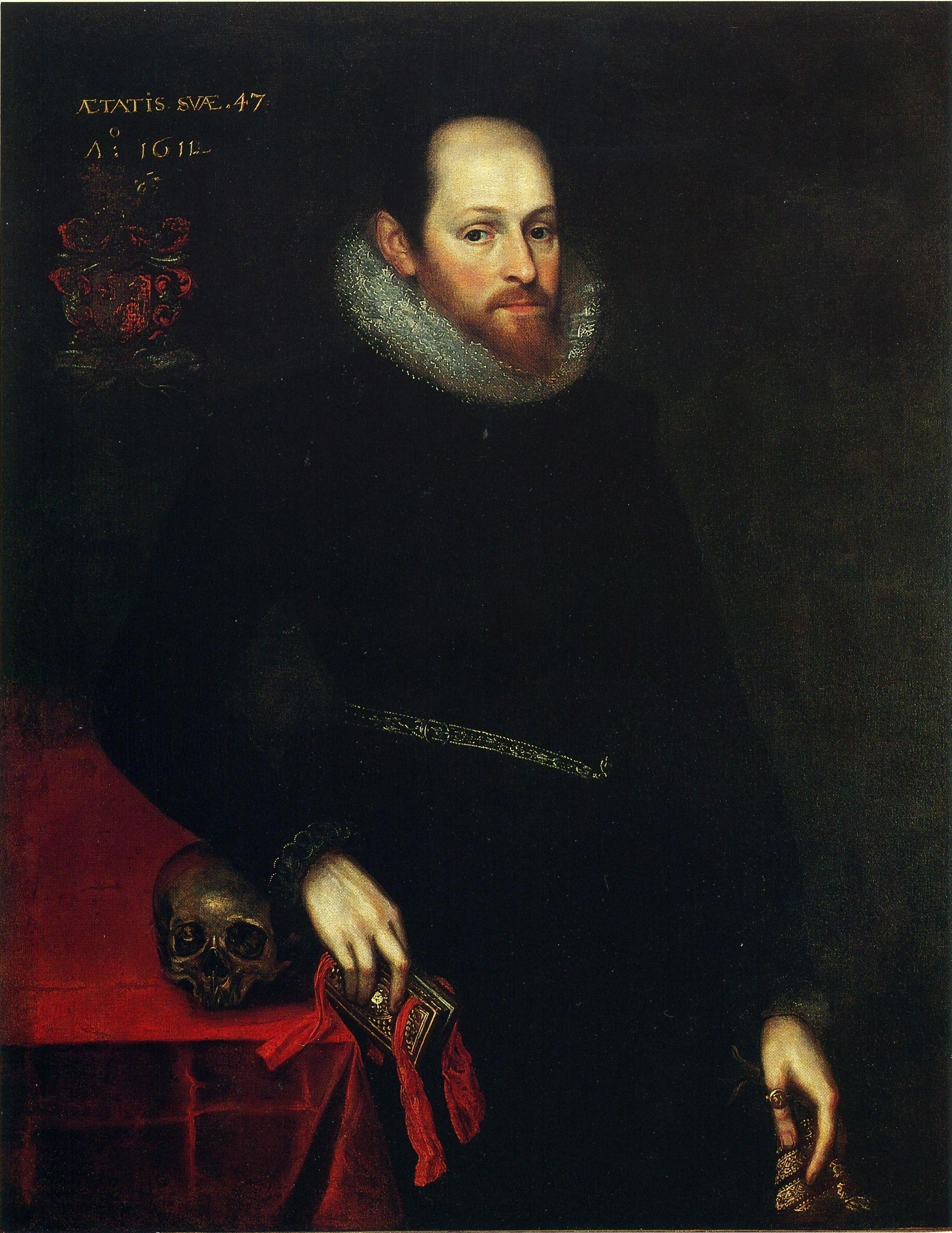
Sog. Ashbourne-Porträt

Das sogenannte Ashbourne-Porträt (englisch Ashbourne portrait) ist ein unsigniertes, datiertes Ölgemälde aus dem Jahr 1612, das sich in der Folger Shakespeare Library in Washington befindet. Das Hüftporträt zeigt den Geschäftsmann und Lord Mayor of London Hugh Hamersley (1565–1636).
Das Abbild wurde in der Mitte des 19. Jahrhunderts von einem Lehrer in Ashbourne (Derbyshire) erworben, der, ebenso wie später einige Experten, in der abgebildeten Person William Shakespeare vermutete. Die Hauptgründe für diese Annahme lagen in der Altersangabe (Aetatis Suae 47, Anno 1611 – wahrscheinlich verändert, ursprünglich 1612), die mit Shakespeare übereinstimmt, sowie in dem Totenschädel unter dem rechten Arm, der als eine Referenz auf die Totengräberszene in Hamlet gedeutet wurde. Seit einer Restaurierung im Jahr 1979, bei der ein vordem übermaltes Wappen zutage trat, ist gesichert, dass es sich um Hugh Hamersley handelt.